# Caballo dinero
Caballo dinero (título original en portugués: Cavalo Dinheiro, título internacional: Horse Money) es una película portuguesa de 2014 dirigida por Pedro Costa. Se estrenó en agosto de 2014 en el Festival Internacional de Cine de Locarno, donde ganó el premio a la Mejor Dirección. Horse Money es la cuarta película de una secuencia de películas ambientadas en el barrio marginal de Fontainhas en Lisboa, y la segunda con el personaje Venturas como protagonista.

## Sinopsis
Ventura, un anciano inmigrante caboverdiano que vive en Lisboa, viaja a través de la noche, a través de recuerdos de pesadilla reales e imaginarios.

## Estreno

### Respuesta de la crítica
La película recibió elogios de la crítica. La revista internacional de cine Sight & Sound la nombró la tercera mejor película de 2014, detrás de Boyhood y Goodbye to Language mientras empataba con la película Leviathan.